# Richmondshire
Richmondshire er et distrikt i North Yorkshire, England, med et indbyggertal (pr. 2011) på 51.965..